# SV Hüsten 09
SV Hüsten 09 is een Duitse voetbalclub uit Neheim-Hüsten, een stadsdeel van Arnsberg in Noordrijn-Westfalen.

## Geschiedenis
De club werd op 18 april 1909 opgericht als SuS Hüsten 09. In deze tijd was Hüsten nog een zelfstandige gemeente. De club speelde in de competitie van de West-Duitse voetbalbond, meer bepaald in die van Zuidwestfalen. De club werd voor het eerst kampioen in 1929 en plaatste zich zo voor de West-Duitse eindronde, waar de club laatste werd in zijn groep. Ook de volgende seizoenen werd de club kampioen. Enkel in 1932/33 werd de club niet meteen uitgeschakeld, maar na een 0-4-overwinning op DSC Arminia Bielefeld volgde een 5-1 afstraffing tegen FC Schalke 04.
Na dit seizoen werd de competitie hervormd onder impuls van het Derde Rijk. Hüsten ging in de Gauliga Westfalen spelen en bleef daar tot een degradatie volgde in 1938. De club speelde nog enkele keren de promotie-eindronde, maar slaagde er niet meer in te promoveren.
Na de Tweede Wereldoorlog slaagde de club er niet meer in terug te keren naar de hoogste klasse. De club speelde in de amateurklasse. In 1987 degradeerde de club uit de Oberliga, de derde klasse, en kon nooit meer terugkeren. Hüsten zakte weg naar de laagste reeksen. In 1999 fuseerde de club met Hüstener SV en nam de huidige naam aan. In 2003 promoveerde de club naar de Bezirksliga voor drie seizoenen. In 2009, honderd jaar na de oprichting, werd de club kampioen en promoveerde terug naar de Bezirksliga, de achtste klasse.

## Erelijst
Kampioen Zuidwestfalen
1929, 1930, 1931, 1932, 1933